# Amfíloc d'Atenes
Amfíloc d'Atenes (en llatí Amphilochus, en grec Ἀμφίλοχος "Amphílochos") fou un escriptor sobre temes agrícoles, esmentat per Marc Terenci Varró i Luci Juni Moderat Columel·la. Plini el Vell parla també d'una obra seva que duia per títol De Medica et Cytiso ("Sobre el melgó i l'alfals arbori").